# 240. pr. n. št.
240. pr. n. št. je šesto desetletje v 3. stoletju pr. n. št. med letoma 249 pr. n. št. in 240 pr. n. št.. 